# Nederlands Film Festival 2010
Het Nederlands Film Festival 2010 was de 30e editie van het festival en werd gehouden van 22 september tot en met 1 oktober  in Utrecht. Het festival werd geopend met de première van de film Tirza. Het festival werd afgesloten met het Gala van de Nederlandse film. Hier werden onder andere de Gouden Kalveren uitgereikt, met nog enkele andere prijzen.
Hoofdgast tijdens het complete festival was actrice Anneke Blok.

## Prijzen

### Gouden Kalf
- Beste lange speelfilm: Joy van Frans van Gestel, Jeroen Beker en Arnold Heslenfeld, IDTV Film.
- Beste korte film: De maan is kapot van Arno Dierickx.
- Beste acteur: Barry Atsma in Komt een vrouw bij de dokter
- Beste actrice: Carice van Houten in De gelukkige huisvrouw.
- Beste mannelijke bijrol: Jeroen Willems voor Majesteit
- Beste vrouwelijke bijrol: Coosje Smid voor Joy.
- Beste scenario: Helena van der Meulen voor Joy.
- Beste regie: Rudolf van den Berg voor Tirza.
- Beste korte documentaire: Weapon of war van Ilse van Velzen en Femke van Velzen.
- Beste lange documentaire: Farewell van Ditteke Mensink.
- Beste televisiefilm: Finnemans van Thomas Korthals Altes.
- Beste production design: Lang en Gelukkig van Vincent de Pater.
- Beste camera: Lennert Hillege voor R U There.
- Beste montage: Job ter Burg voor Tirza.
- Beste geluid: R U There van Peter Warnier.

### Overig
- Speciale juryprijs: De cast van Lang en Gelukkig.
- Film1 Publieksprijs: Lang en Gelukkig van Alain de Levita, Johan Nijenhuis, NL Film.
- Prijs van de Nederlandse filmkritiek: Schemer van Hanro Smitsman.[3]
- Cinema.nl Afficheprijs: Zonder Pardon van Marc Koppen (Scherpontwerp) en Theo Maassen.